# Ҙ
Ҙ (kleingeschrieben ҙ, IPA-Aussprache ð) ist ein Buchstabe des kyrillischen Alphabets, bestehend aus einem З mit Cedille. Er wird in der baschkirischen Sprache genutzt und ist in dessen Alphabet der siebte Buchstabe. 